# 명나라의 회화

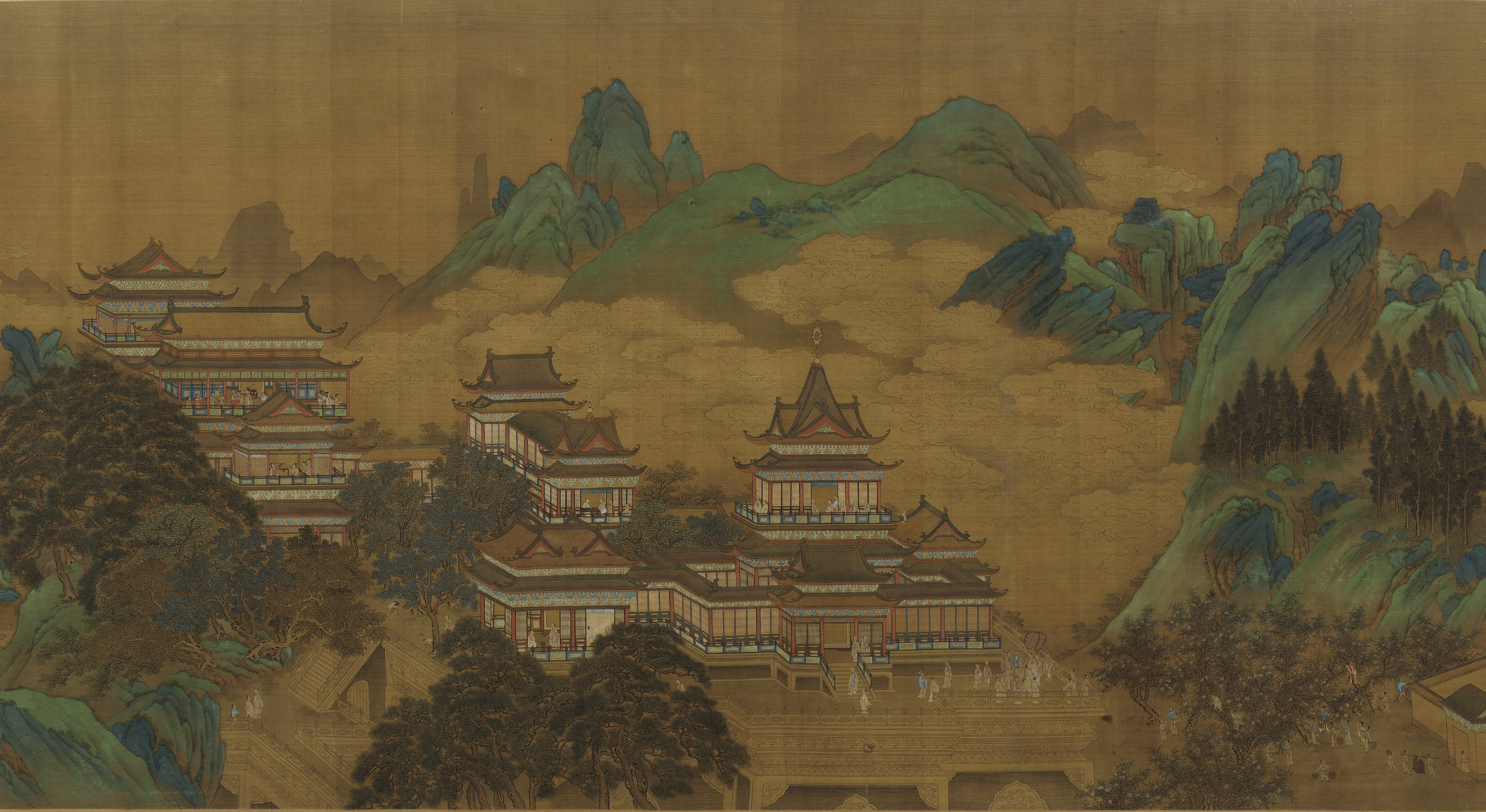
서왕모를 소재로 한 명나라의 회화

명나라의 회화는 명나라 시기(1368-1644)에 이루어졌던 회화 활동에 대해 말한다. 이 회화는 주로 송나라와 원나라에 이루어졌던 회화 활동들을 기반으로 하여 만들어졌으며, 특히 명나라 시기 이전에 만들어진 예술 기법들은 '고전적'인 것들로 취급받았다. 명나라 회화에는 더 많은 색깔들이 쓰였고, 짙은 갈색이 더 많이 사용되었다. 수많은 서예, 그림 기술들이 새롭게 고안되었고, 서예는 더 자연스럽게 그림 속에 녹아들었다. 중국의 회화는 명나라 중기와 후기에 그 정점을 찍었고, 수많은 대가들이 이 때 탄생하였다. 

## 발전 양상

### 명나라 초기
이 시기는 1368년부터 1505년까지 홍무제에서 홍치제에 이르는 시기를 뜻한다.
명나라 초기에는 원나라 때 세워진 예술 학교들이 존속해 있었으나, 대부분은 문을 닫거나 그 화풍을 바꾸었다. 하지만 원나라 시대에 발전되어왔던 예술 풍조는 여전히 어느정도 유지되었고 명나라 초기 작품들에 크나큰 영향을 미쳤다. 하지만 새로운 경향의 예술 학교들이 세워졌는데, 특히 황실의 지원 아래 다양한 화풍의 학교인 절파(浙派)가 발전하기 시작하였다. 절파에서는 주로 학자풍의 그림들이 그려졌는데, 이를 인문화(人文畫)라고 한다. 이 그림들은 참고로 송나라와 원나라의 화풍들을 크게 이어받았다.

### 명나라 중기
이 시기는 1465년에서 1566년까지 성화제에서 가정제에 이르는 시기를 뜻한다.
한때 명나라 예술계를 사로잡았던 절파가 점차 쇠퇴하고, 오문화파가 떠오르게 되었다. 쑤저우는 오문화파의 중심지로 급부상하였고, 이 시기에 중국에서 가장 예술이 발달한 도시로 발전하게 되었다. 오문파의 화가들은 대부분 원나라 시기의 화풍들을 이어받았는데, 이 화풍을 이어받아 더더욱 발전시켜 그 정점을 찍었다. 오문파는 가문의 친척 관계, 스승과 제자의 사부 관계로 이루어져 있었다. 오문화파의 유명한 예술가로는 심주, 문징명 등이 있는데, 특히 심주는 문징명의 스승이었다. 

### 명나라 후기
이 시기는 1567년에서 1644년까지 가정제에서 숭정제에 이르는 시기를 뜻한다.
이 시기에 송강파(松江)가 떠올랐고, 이 파가 나중에 이어져 상해파를 형성한다.

## 영향

### 일본
일본의 선불교 승려 셋슈가 명나라로 약 10여년간 유학을 왔을 적에, 그는 명나라의 회화와 화풍에 크게 영향을 받았다. 특히 명나라 화가들이 먹을 다루는 법과 종이를 보관하는 법을 보고 놀랐다고 한다. 그는 닝보에 있는 천동사라는 사찰에 머물렀고, 또한 나중에는 베이징으로 이동하여 자금성을 둘러보기도 하였다. 그는 원나라와 송나라 시대의 그림들을 두루 견문하기도 하였으며, 중국 고대 미술의 정수를 찾고 이를 일본풍의 자연스러운 그림 속에 녹아내려 하였다. 
셋슈가 일본으로 돌아간 이후, 그는 자신을 따르는 예술가들을 모아 한화파(漢畫派)라는 이름의 독자적인 문파를 형성한 후, 제자들을 양성하였다. 얼마 지나지 않아 그는 일본 전국에서 가장 유명한 화가들 중 하나로 부상했고, 현재까지도 일본 미술에 지대한 영향을 끼치고 있다.

### 청나라
명나라 시대의 예술 풍조는 청나라의 초기 예술에도 큰 영향을 미쳤다. 

## 같이 보기
- 중국의 미술
- 중국화 (회화)
- 명나라
- 명나라의 시문학